# Vincent Kompany
Vincent Jean Mpoy Kompany (* 10. dubna 1986 Uccle) je belgický profesionální fotbalový trenér, který trénuje německý klub FC Bayern Mnichov, a bývalý profesionální fotbalista, který hrával na pozici středního obránce.
Od roku 2008 do roku 2019 hrál za anglický klub Manchester City, se kterým se stal ve čtyřech případech ligovým mistrem, přidal také triumf v domácím poháru (FA Cup, 2krát) a v ligovém poháru (EFL Cup, 4krát) a dvě výhry FA Community Shield. Rovněž s týmem dosáhl semifinále Ligy mistrů. Postupem času se ujal role kapitána, nejlepší roky kariéry jej omezovala zranění a jeho rekonvalescence si vyžádala třetinu/čtvrtinu času jeho celkového působení v klubu.
Od léta 2019 působil v belgickém klubu RSC Anderlecht, v jehož dresu v létě 2020 ukončil svoji hráčskou kariéru.
Stal se rovněž kapitánem belgického národního týmu, se kterým si zahrál na Letních olympijských hrách 2008 v Pekingu (4. místo). Účastník Mistrovství světa 2014 v Brazílii a mistrovství světa 2018 v Rusku.
Dříve trénoval kluby Anderlecht a Burnley FC.

## Klubová kariéra

### Začátek kariéry
V profi kopané debutoval v dresu Anderlechtu Brusel, kde dříve působil v mládežnických týmech. S Anderlechtem vyhrál dvakrát ligový titul. V letech 2006–2008 hrál za německý Hamburger SV, s nímž vyhrál Pohár Intertoto 2007.

### Manchester City
Od roku 2008 hraje za anglický Manchester City, kde již získal více trofejí včetně ligových titulů ze sezony 2011/12 a 2013/14. V mužstvu se dostal do pozice kapitána.
V ročníku 2014/15 zasáhl do 33 soutěžních zápasů, ale jeho tým i vlivem špatné jarní formy nedosáhl na žádnou trofej. V dubnu si během derby s Manchesterem United přivodil svalové zranění, které mu znemožnilo kampaň dohrát. Městský rival navíc Citizens porazil 4:2.

#### Sezóna 2015/2016
Během srpna se trefil do sítě WBA a Chelsea při úvodních dvou výhrách 3:0 v Premier League. Na podzim se opět zranil, tentokrát se vyskytl problém s lýtkem. Na hřišti jej zastoupila nová posila Nicolás Otamendi.
Problémy s lýtkem omezily jeho hraní na pouhých 22 zápasů v sezóně. Únorové finále Ligového poháru proti Liverpoolu však zahrát zvládl, dobře pokryl soupeřovi hvězdy Firmina a Coutinha a mohl se se spoluhráči radovat z trofeje, poté co uspěli v penaltovém rozstřelu poměrem 3:1.
Ligu Manchester City zakončil na čtvrté pozici a v Lize mistrů dosáhl historického semifinále. Domácí utkání proti Realu Madrid odehrál Kompany ve stoperské dvojici s Otamendim, avšak branka ten večer nepadla. V odvetě na Santiago Bernabéu se ale opět zranil už po devíti minutách a na jeho místo dorazil Eliaquim Mangala. Anglické mužstvo nakonec prohrálo 0:1.

#### Sezóna 2016/2017
V další sezóně stihl jen 15 zápasů, z toho 11 v rámci Premier League. To už ho netrénoval Manuel Pellegrini, ale Pep Guardiola, pod Španělovým vedením ale City v sezóně 2016/17 nezískalo prvenství.

#### Sezóna 2017/2018
Do nové sezóny vkročil Kompany v základní sestavě, do zápasu 4. kola s Liverpoolem ale kvůli lýtku nemohl zasáhnout.
Zářijové utkání Citizens vyhráli nad Liverpoolem 5:0, Kompany se na trávník vrátil v listopadu. Po několika zápasech se opět zranil, a to během zápasu s rivalem United, odehrál 45 minut. Trenér Guardiola připustil, že se na Kompanyho nelze s ohledem na jeho táhnoucí se zranění spolehnout.
City však navzdory ztrátě Kompanyho a dalšího stopera Johna Stonese zůstali suverénní a výhrou 2:1 nad United vyhráli 14. zápas Premier League v řadě. Následně dva ligové zápasy absentoval, aby zvládl celých 90 minut při výhře 4:0 nad Bournemouthem. Proti Newcastle United 27. prosince se však zranil po 11 minutách.
Na jaře se vrátil k mužstvu a dne 25. února 2018 odehrál celé finále ligového poháru Carabao proti Arsenalu. Po finálovém vítězství 3:0 byl jmenován mužem zápasu a získal tak trofej Alana Hardakera stejně jako dva roky předtím.
Manchester City nakonec získal mistrovský titul a navíc pokořil hranici 100 bodů.

#### Sezóna 2018/2019
V srpnovém utkání v rámci FA Community Shield dostali od kouče Guardioly v obraně přednost Stones a Laporte. Kompany v 80. minutě vystřídal dvougólového útočníka Sergia Agüera a na konci utkání mohl slavit další trofej, Manchester City totiž porazili Chelsea 2:0.
Sezóna 2018/19 se nesla v duchu těsného souboje s Liverpoolem vedeným Jürgenem Kloppem. Na konci února 2019 vyhrál další ligový pohár, Carabao Cup.
V předposledním 37. kole vstřelil zásadní gól doma proti Leicesteru a sám rozhodl o výhře 1:0, když v 70. minutě přesně vystřelil z místa před „vápnem“ (pokutové neboli penaltové území).
Po výhře 4:1 nad Brightonem stanul Manchester City v tabulce o jeden bod před Liverpoolem. O několik dní později Citizens vyhráli FA Cup, když ve finále porazili Watford 6:0.
Pro Kompanyho to byl poslední zápas ve dresu City.

### Návrat do Anderlechtu
V květnu 2019 oznámil svoji dohodu s klubem RSC Anderlecht, kde se měl ve 33 letech ujmout role hrajícího trenéra.
V ročníku 2019/20 ale Anderlecht zaznamenal nejhorší začátek za 21 let (2 body za 4 ligové zápasy), na konci srpna tak Kompany z funkce trenéra odstoupil. Nahradil jej Simon Davies. Ten Kompanyho pověřil rolí kapitána mužstva.
Na konci února 2020 se gólově prosadil proti klubu KAS Eupen, Anderlecht zvítězil 6:1.

## Reprezentační kariéra
Kompany působil v belgických mládežnických výběrech do 16 a 17 let. Za U16 odehrál v roce 2002 3 zápasy a neskóroval. Za U17 v témže roce dva zápasy, branky opět nedocílil.
V belgické seniorské reprezentaci debutoval 18. února 2004 v přátelském utkání proti Francii (porážka 0:2).
Byl platným hráčem v kvalifikaci na MS 2014, ve které si Belgie zajistila postup na Mistrovství světa v Brazílii. Trenér Marc Wilmots jej na vrcholový turnaj v Brazílii samozřejmě nominoval. Se šampionátem se Belgie rozloučila čtvrtfinálovou porážkou 0:1 s Argentinou.

## Statistiky

### Klubové
| Klub            | Sezóna  | Liga               | Liga   | Liga | Národní pohár | Národní pohár | Ligový pohár | Ligový pohár | Evropské poháry | Evropské poháry | Ostatní | Ostatní | Celkem | Celkem |
| Klub            | Sezóna  | Liga               | Zápasy | Góly | Zápasy        | Góly          | Zápasy       | Góly         | Zápasy          | Góly            | Zápasy  | Góly    | Zápasy | Góly   |
| --------------- | ------- | ------------------ | ------ | ---- | ------------- | ------------- | ------------ | ------------ | --------------- | --------------- | ------- | ------- | ------ | ------ |
| Anderlecht      | 2003/04 | Jupiler Pro League | 29     | 2    | 5             | 0             | —            | —            | 9               | 0               | 1       | 0       | 44     | 2      |
| Anderlecht      | 2004/05 | Jupiler Pro League | 32     | 2    | 1             | 0             | —            | —            | 7               | 0               | —       | —       | 40     | 2      |
| Anderlecht      | 2005/06 | Jupiler Pro League | 12     | 1    | 1             | 0             | —            | —            | 6               | 1               | —       | —       | 19     | 2      |
| Anderlecht      | Celkem  | Celkem             | 73     | 5    | 7             | 0             | —            | —            | 22              | 1               | 1       | 0       | 103    | 6      |
| Hamburger SV    | 2006/07 | Bundesliga         | 6      | 0    | 0             | 0             | 2            | 1            | 5               | 0               | —       | —       | 13     | 1      |
| Hamburger SV    | 2007/08 | Bundesliga         | 22     | 1    | 4             | 0             | —            | —            | 11              | 2               | —       | —       | 37     | 3      |
| Hamburger SV    | 2008/09 | Bundesliga         | 1      | 0    | 0             | 0             | —            | —            | 0               | 0               | —       | —       | 1      | 0      |
| Hamburger SV    | Celkem  | Celkem             | 29     | 1    | 4             | 0             | 2            | 1            | 16              | 2               | —       | —       | 51     | 4      |
| Manchester City | 2008/09 | Premier League     | 34     | 1    | 1             | 0             | 1            | 0            | 9               | 0               | —       | —       | 45     | 1      |
| Manchester City | 2009/10 | Premier League     | 25     | 2    | 3             | 0             | 4            | 0            | —               | —               | —       | —       | 32     | 2      |
| Manchester City | 2010/11 | Premier League     | 37     | 0    | 5             | 0             | 0            | 0            | 8               | 0               | —       | —       | 50     | 0      |
| Manchester City | 2011/12 | Premier League     | 31     | 3    | 1             | 0             | 0            | 0            | 9               | 0               | 1       | 0       | 42     | 3      |
| Manchester City | 2012/13 | Premier League     | 26     | 1    | 4             | 0             | 0            | 0            | 6               | 0               | 1       | 0       | 37     | 1      |
| Manchester City | 2013/14 | Premier League     | 28     | 4    | 2             | 0             | 3            | 0            | 4               | 1               | —       | —       | 37     | 5      |
| Manchester City | 2014/15 | Premier League     | 25     | 0    | 1             | 0             | 0            | 0            | 7               | 0               | 0       | 0       | 33     | 0      |
| Manchester City | 2015/16 | Premier League     | 14     | 2    | 0             | 0             | 1            | 0            | 7               | 0               | —       | —       | 22     | 2      |
| Manchester City | 2016/17 | Premier League     | 11     | 3    | 2             | 0             | 2            | 0            | 0               | 0               | —       | —       | 15     | 3      |
| Manchester City | 2017/18 | Premier League     | 17     | 1    | 1             | 0             | 1            | 1            | 2               | 0               | —       | —       | 21     | 2      |
| Manchester City | 2018/19 | Premier League     | 17     | 1    | 1             | 0             | 3            | 0            | 4               | 0               | 1       | 0       | 26     | 1      |
| Manchester City | Celkem  | Celkem             | 265    | 18   | 21            | 0             | 15           | 1            | 56              | 1               | 3       | 0       | 360    | 20     |
| Anderlecht      | 2019/20 | Jupiler Pro League | 15     | 1    | 3             | 0             | —            | —            | —               | —               | —       | —       | 18     | 1      |
| Celkem          | Celkem  | Celkem             | 382    | 25   | 35            | 0             | 17           | 2            | 94              | 4               | 4       | 0       | 532    | 31     |

1. ↑  Zápasy v DFL-Ligapokalu a EFL Cupu
2. ↑  Zápas v Belgickém superpoháru
3. 1 2 3  Zápas v Community Shield

### Reprezentační
| Belgie | Belgie | Belgie |
| Rok    | Zápasy | Góly   |
| ------ | ------ | ------ |
| 2004   | 8      | 0      |
| 2005   | 6      | 0      |
| 2006   | 2      | 0      |
| 2007   | 5      | 0      |
| 2008   | 6      | 0      |
| 2009   | 2      | 0      |
| 2010   | 7      | 1      |
| 2011   | 10     | 1      |
| 2012   | 6      | 2      |
| 2013   | 4      | 0      |
| 2014   | 11     | 0      |
| 2015   | 5      | 0      |
| 2017   | 3      | 0      |
| 2018   | 12     | 0      |
| 2019   | 2      | 0      |
| Celkem | 89     | 4      |

#### Reprezentační góly
| Gól  | Datum        | Stadion                                 | Soupeř     | Skóre (min.) | Výsledek | Soutěž                   |
| ---- | ------------ | --------------------------------------- | ---------- | ------------ | -------- | ------------------------ |
| 01.0 | 19. 5. 2010  | Stadion krále Baudouina, Brusel, Belgie | Bulharsko  | 02:10(91.)   | 2:1      | přátelský zápas          |
| 02.  | 7. 10. 2011  | Stadion krále Baudouina, Brusel, Belgie | Kazachstán | 03:00(49.)   | 4:1      | kvalifikace na Euro 2012 |
| 03.  | 7. 9. 2012   | Stadiwm y Mileniwm, Cardiff, Wales      | Wales      | 00:10(41.)   | 0:2      | kvalifikace na MS 2014   |
| 04.  | 16. 10. 2012 | Stadion krále Baudouina, Brusel, Belgie | Skotsko    | 02:00(71.)   | 2:0      | kvalifikace na MS 2014   |

## Úspěchy
- Tým roku Premier League podle PFA – 2010/11,[33] 2011/12,[34] 2013/14[35]
- Nejlepší jedenáctka podle ESM – 2011/12[36]